# Philonotis tahitensis
Philonotis tahitensis là một loài rêu trong họ Bartramiaceae. Loài này được Müll. Hal. Ångström mô tả khoa học đầu tiên năm 1873.